# Parwan

Districts de la province de Parwan. La carte inclut erronément les districts de Hissa-i-Duwun Panjchir et de Panjchir (district) qui font en fait partie de la province de Panjchir.

Parwan ou Parwân est une province très montagneuse de l'est de l'Afghanistan. Sa capitale est Tcharikar.

## Districts
- Bagram
- Chaharikar
- Cheikh Ali
- Chinwari
- Ghorband
- Jabul Saraj
- Kohi Safi
- Salang
- Surkhi Parsa

## Galerie

Salang
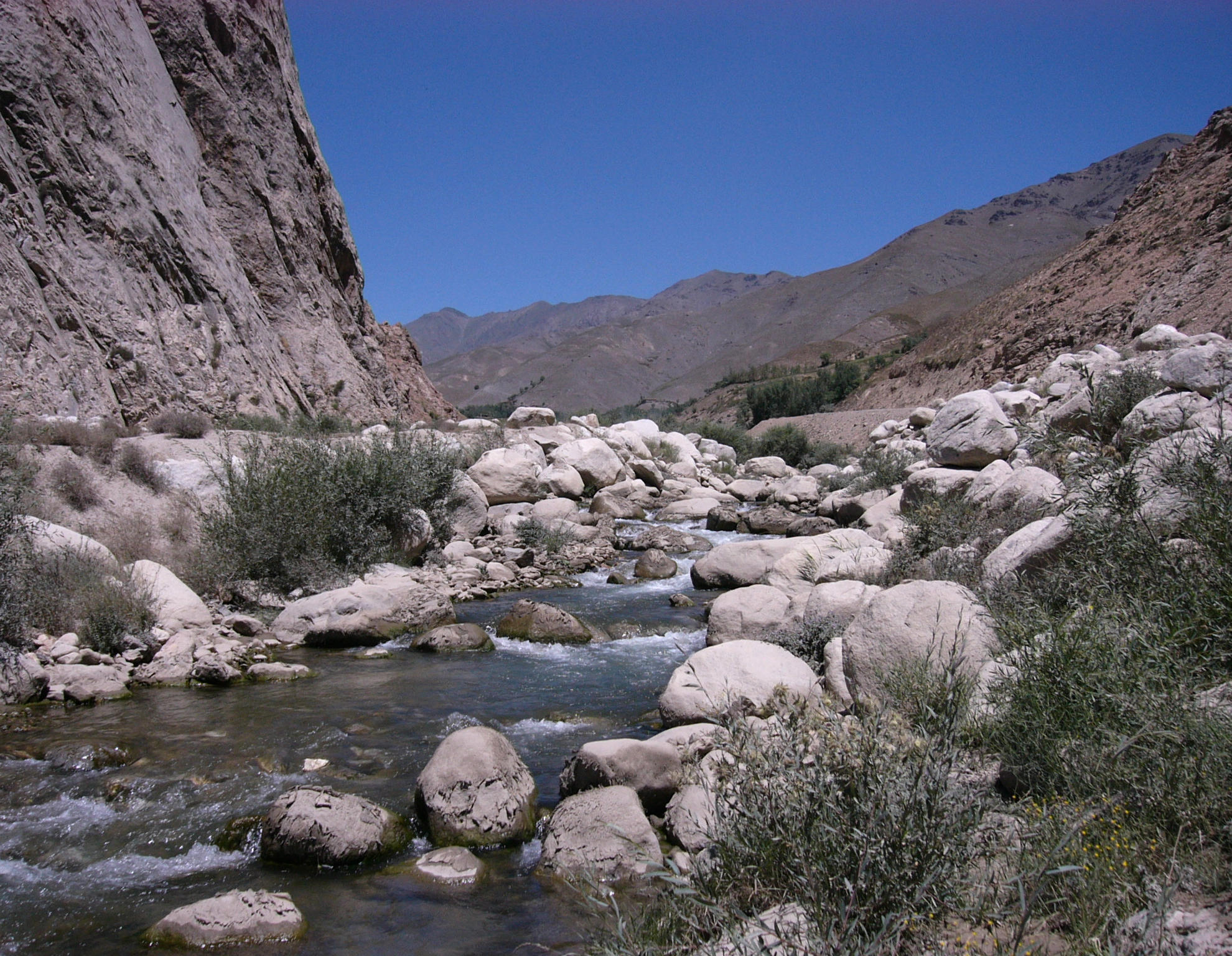
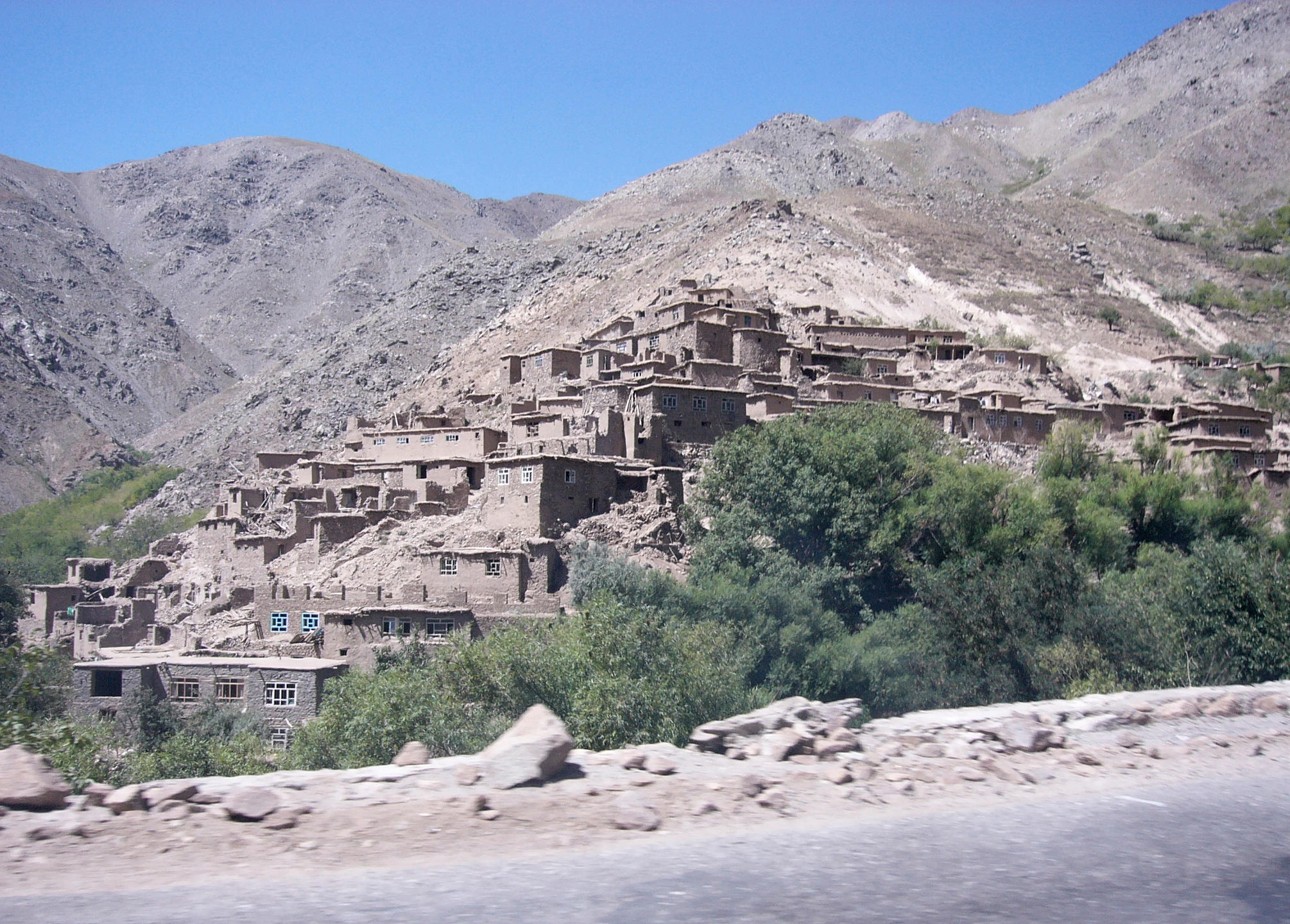
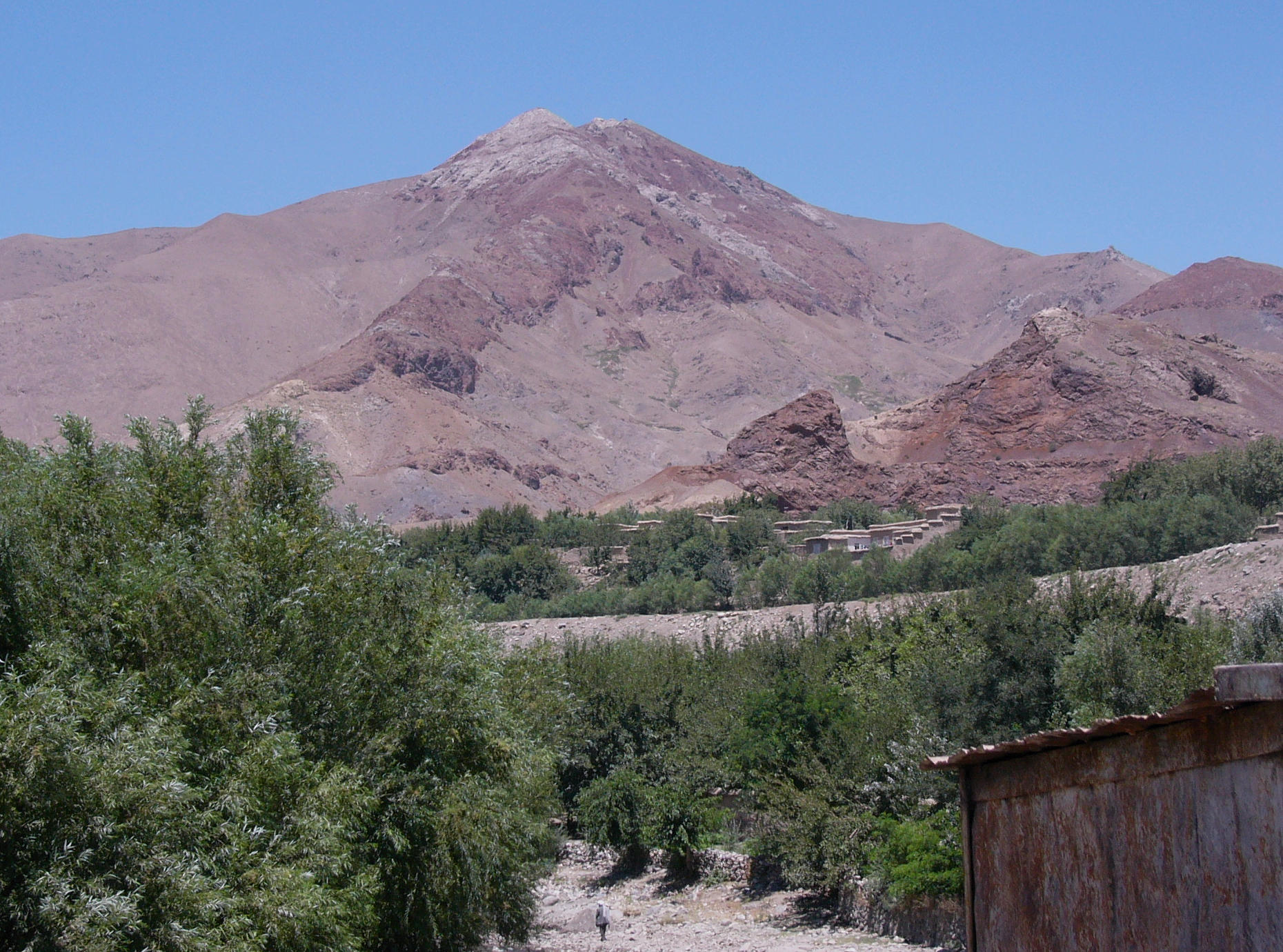